# Qashliq

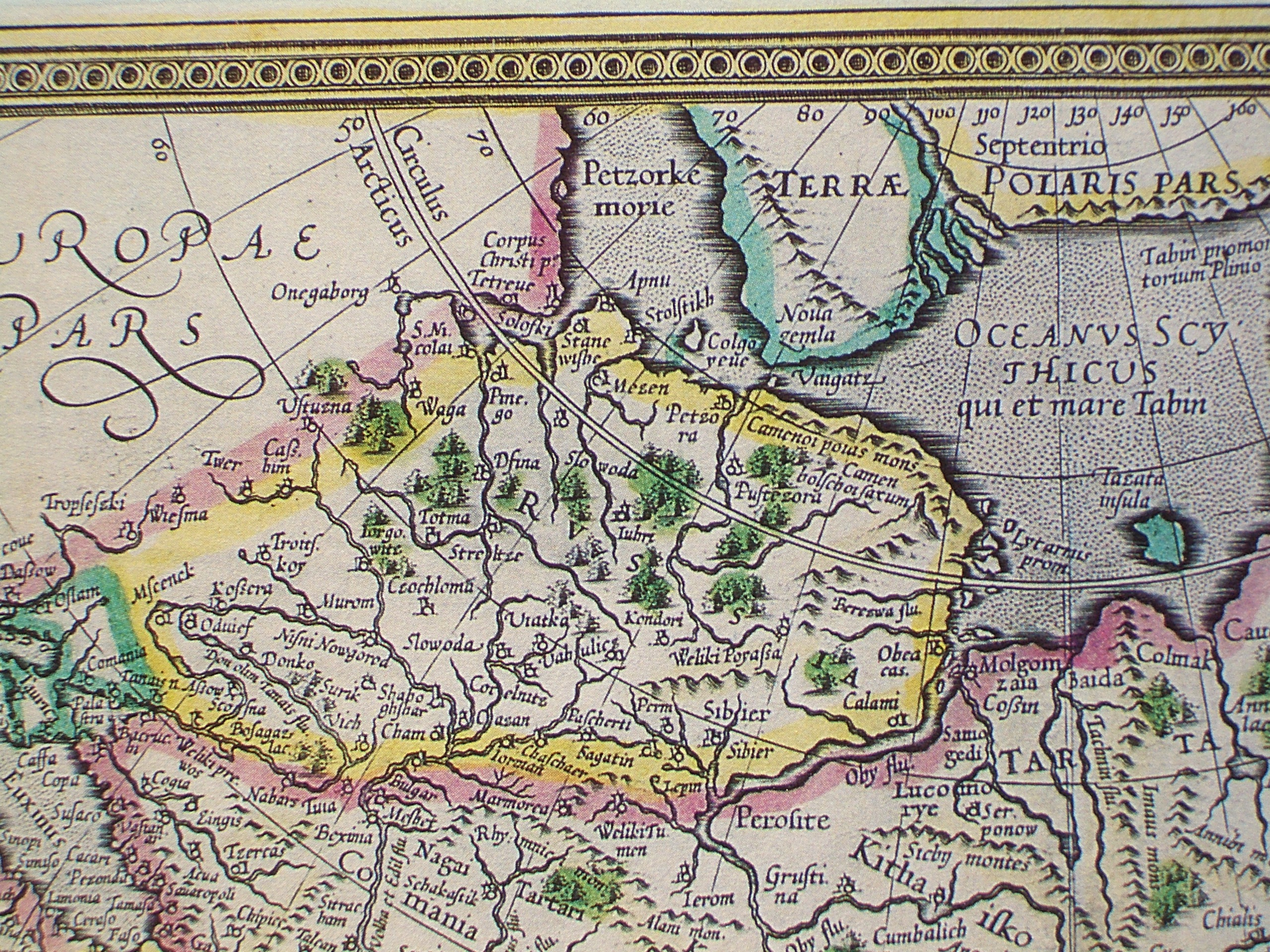
Qashliq (Sibier på kartan) kan ses på den här kartan från 1595 av Gerhard Mercator, korrekt placerad väster om floden Ob.

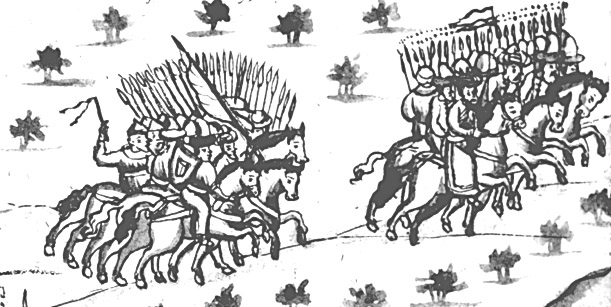
Qashliqs fall för Jermak

Qashliq (även Qasjlyq, Iskär och Sibir) var en medeltida stad vid floden Irtysj, strax sydost om det nutida Tobolsk. Staden grundades omkring 1500 och var residens för tatarfursten av Tiumen (Sibirkhanatet), men erövrades 1563 av uzbekerna. Den 26 oktober 1582 erövrades den av kosacken Jermak Timofejevitj, men återtogs och kom först 1590 definitivt i ryssarnas händer. Den förföll och försvann till sist alldeles.